# Panasonic Lumix DMC-FZ1000
FZ2000
Le Panasonic Lumix DMC-FZ1000 est un appareil photographique numérique de type bridge de la marque Panasonic sorti en 2014. Il possède un capteur BSI-CMOS 1" de 20 mégapixels au format 3:2 et un objectif fabriqué par Leica de distance focale équivalente en 35 mm 25-400 mm avec une ouverture maximale f/2.8 à f/4 (f/4 à partir d'environ 170 mm) et minimale de f/8. Il possède une sensibilité ISO comprise entre 80 et 25600, une vitesse d'obturation comprise entre 1/16000 s (obturateur électronique) ou 1/4000 s (obturateur mécanique) à 60 s et l'enregistrement au format RAW.
C'est le premier appareil bridge au monde capable d'enregistrer des vidéos en UHD (4K) (2160p), par comparaison aux autres appareils compacts filmant en full HD (1080p). Ce qui surprend le plus est l'introduction de la vidéo Ultra HD 4K à 30p à un prix de lancement d'environ 900 €. De plus, des photos JPEG de 8 mégapixels peuvent être extraites des vidéos 4K en relecture.

## Lumix DC-FZ1000 II
Le Lumix DMC-FZ1000 a d'abord été suivi par le Lumix DMC-FZ2000 (à zoom x20) en novembre 2016. Ensuite, Panasonic a également sorti le Lumix DC-FZ1000 II en mars 2019. Le Lumix DMC-FZ1000 initial a été retiré du marché au printemps 2021.